# Vivo (Ti scrivo)
Pour les articles homonymes, voir Vivo.
Chansons représentant l'Italie au Concours Eurovision de la chanson
Gente di mare
(1987) Avrei voluto
(1989)
Vivo (Ti scrivo) (en français Je vis (je t'écris)) est la chanson représentant l'Italie au Concours Eurovision de la chanson 1988. Elle est interprétée par Luca Barbarossa.

## Eurovision
Le radiodiffuseur italien, la Radiotelevisione Italiana (RAI, Radio-télévision italienne), choisit l'artiste et la chanson en interne pour représenter l'Italie au Concours Eurovision de la chanson 1988. Lors de cette sélection, c'est la chanson Vivo (Ti scrivo), écrite, composée et interprétée par Luca Barbarossa, qui est choisie pour représenter l'Italie à l'Eurovision 1988. L'Italie n'a pas eu recours à l'orchestre à l'Eurovision 1988, et n'a alors pas sélectionné son chef d'orchestre.
La chanson est la dix-huitième de la soirée, suivant Croire interprétée par Lara Fabian pour le Luxembourg et précédant Chanteur de charme interprétée par Gérard Lenorman pour la France.
À la fin des votes, elle obtient 52 points et finit à la 12e place sur vingt-et-un participants.

### Points attribués à l'Italie
| 12 points                | 10 points | 8 points                     | 7 points                 | 6 points |
| ------------------------ | --------- | ---------------------------- | ------------------------ | -------- |
|                          |           | - Finlande - France - Suisse | - Espagne                |          |
| 5 points                 | 4 points  | 3 points                     | 2 points                 | 1 point  |
| - Autriche - Yougoslavie | - Turquie | - Norvège                    | - Allemagne - Luxembourg |          |